# استرونگ سیتی (کانزاس)
استرونگ سیتی (به انگلیسی: Strong City) شهری در ایالت کانزاس کشور ایالات متحده آمریکا است که جمعیت آن در سرشماری سال ۲۰۱۰ میلادی، ۴۸۵ نفر بوده‌است.